# تصريح بالقتل (فلم)
تصريح بالقتل (بالألمانية: Lizenz zum Töten: Wie Israel seine Feinde liquidiert) هو فيلم وثائقي ألماني لعام 2013 عن إسرائيل من إخراج إغمونت ر. كوخ . يعرض الفيلم الوثائقي مقابلات مع المحامين والسياسيين ووكلاء الموساد السابقين.

## بطولة
- آري شاروز شليكار
- آسا كاشير، عميل الموساد السابق
- موتي كفير، عميل الموساد السابق
- كيشت إيليون، عميل الموساد السابق
- جاد شمرون، عميل الموساد السابق
- افتاش سبيكتور، الجنرال
- فيليب الستون، أستاذ جامعي
- اليعازر تسافرير، عميل الموساد السابق

## روابط خارجية
- مقالات تستعمل روابط فنية بلا صلة مع ويكي بيانات

- تصريح بالقتل  في قاعدة بيانات الأفلام على الإنترنت (بالإنجليزية)
- "Lizenz zum Töten - Die Story im Ersten: Lizenz zum Töten - Reportage & Dokumentation - ARD | Das Erste". مؤرشف من الأصل في 2013-04-04. اطلع عليه بتاريخ 2014-05-12.
- "YouTube". youtube.com. مؤرشف من الأصل في 2016-03-14. اطلع عليه بتاريخ 2014-05-12.
- Sascha Imme. "OFDb - Lizenz zum Töten - Wie Israel seine Feinde liquidiert [Kurzfilm] (2013)". ofdb.de. مؤرشف من الأصل في 2014-05-13. اطلع عليه بتاريخ 2014-05-12.
- Kurzbeschreibung des Films auf der Website von Das Erste (www.daserste.de)
- Kurzbeschreibung des Films für " tagesschau24 ".